# Maja Bogdanović

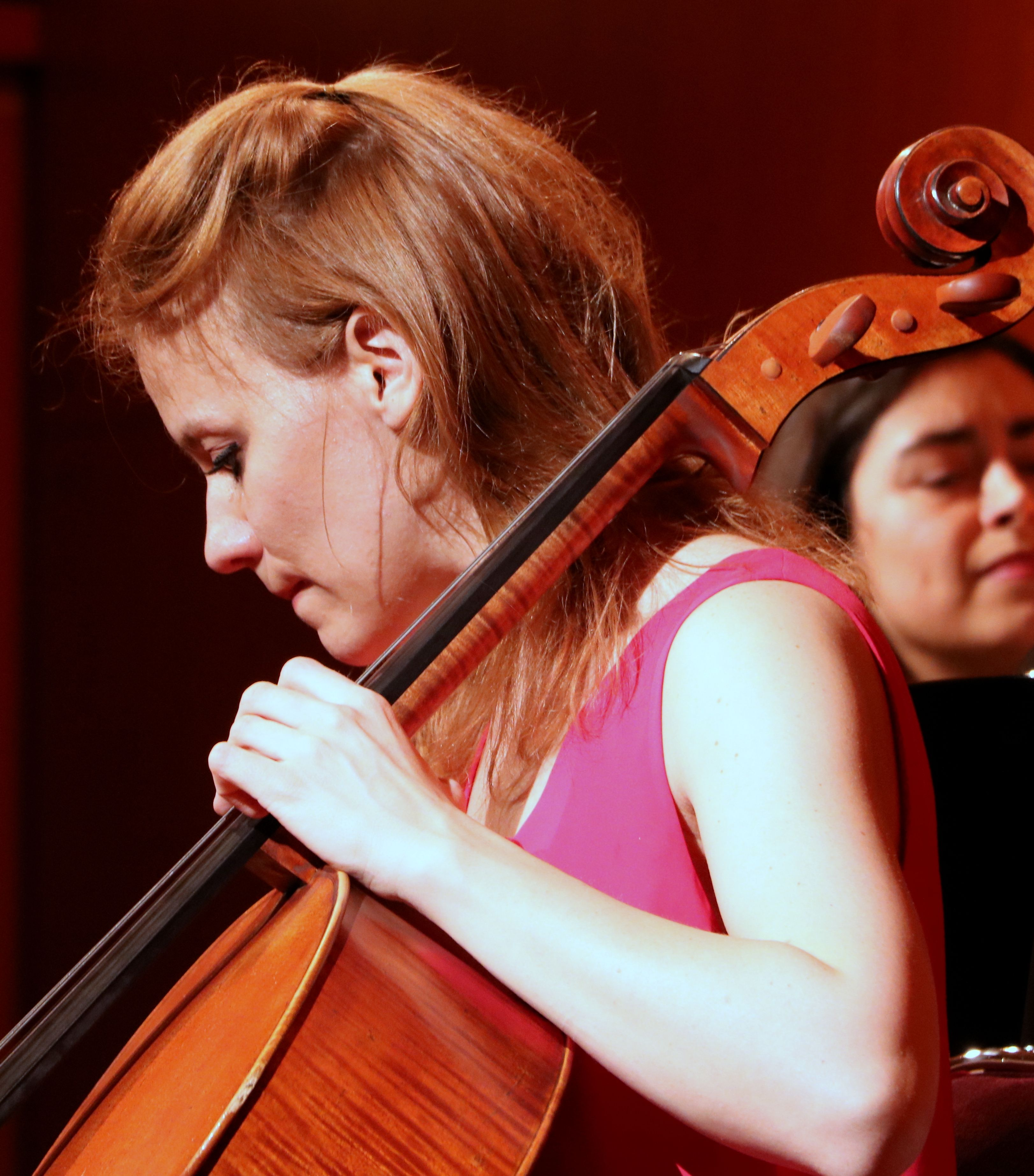
Maja Bogdanovic (2018)

Maja Bogdanović (serbisch-kyrillisch Маја Богдановић; * 1982 in Belgrad, Sozialistische Föderative Republik Jugoslawien) ist eine serbische Cellistin.

## Familie und Ausbildung
Bogdanović studierte Cello bei Nada Jovanovic in Belgrad. Ihre weitere musikalische Ausbildung absolvierte sie bei Michel Strauss (Cello), Itamar Golan und Pierre-Laurent Aimard (Kammermusik) am Pariser Konservatorium und bei Jens Peter Maintz an der Universität der Künste Berlin (Konzertexamen). Zu ihren Lehrern zählten weiterhin Bernard Greenhouse, Alban Gerhardt und Heinrich Schiff.
Bogdanović ist mit dem Geiger Daniel Rowland verheiratet. Das Paar lebt in Amsterdam und hat zwei gemeinsame Töchter.

## Musikalischer und beruflicher Werdegang
Bogdanović ist als Solistin mit zahlreichen großen Orchestern aufgetreten, unter anderem mit dem Tonhalle-Orchester Zürich, dem Philharmonieorchester Tokio, dem Münchener Kammerorchester, dem Belgrader Philharmonischen Orchester oder dem Serbischen Rundfunkorchester. Darüber hinaus ist Bogdanović häufig auch kammermusikalisch aktiv und ist bei zahlreichen Festivals wie dem Kuhmo Chamber Music Festival in Finnland, der Cello Biënnale Amsterdam, dem Beauvais Cello Festival, dem Montpellier Festival, bei den Folles Journées in Nantes und dem Stift International Chamber Music Festival in den Niederlanden aufgetreten. Kammermusikpartner von ihr sind oder waren Martha Argerich, Yuri Baschmet, Maria Belooussova, Julian Rachlin, Nino Gwetadse, Daniel Rowland, Nemanja Radulović und Marianna Schiriniyan.
Bogdanović engagiert sich sehr für zeitgenössische Musik und hat Werke von u. a. Krzysztof Penderecki, Sofia Gubaidulina, Benjamin Yusupov und Ivan Jevtic uraufgeführt; sie ist außerdem Widmungsträgerin des Cellokonzerts von Philip Sawyers.
Maja Bogdanović spielt ein modernes Cello des französischen Geigenbauers Frank Ravatin.

## Aufnahmen (Auswahl)
- Franz Liszt | Camille Saint-Saëns | César Franck | Frédéric Brisson | Giuseppe Verdi | Giacomo Puccini: Harmonium Pearls, Camerata – CMCD-99077-8, 2013.
- Philip Sawyers: Cello Concerto / Symphony No. 2 / Concertante For Violin, Piano & Strings – Kenneth Woods, Maja Bogdanovic, Steinberg Duo, Orchestra Of The Swan, Nimbus Alliance – NI 6281, 2014.
- Eastern Wind (Glière, Rachmaninoff), Maja Bogdanović, Maria Belooussova, Orchid Classics – ORC100078, 2018.
- Sibelius | Vasks | Debussy | Ravel | Sollima | Penderecki | Nisinman | Piazzolla: Pas De Deux, Daniel Rowland, Maja Bogdanović, Challenge Classics – CC72833, 2020.
- Penderecki: Concertos, Vol. 9, DUX Recording Producers – DUX 1572, 2020.
- Paganini: Complete Quartets for String Trio and Guitar, Vol. 1, Brilliant Classics – 96872, 2023.
- Lalo / Saint-Saëns: Cello Concertos, Maja Bogdanovic, RTS Radio Symphony Orchestra, Bojan Sudjic, Challenge Classics, CC72949, 2023.

## Auszeichnungen
- 2006: Zweiter Gaspard-Cassadó-Wettbewerb in Japan, 2. Preis und Audience Award[3]
- 2007: Aldo Parisot Cello-Wettbewerb in Südkorea, 1. Preis[4]
- 2010: Safran Foundation Prize[5]
- 2011: UMUS Artist of the Year, Association of Music Artists of Serbia